# CryoSat
CryoSat byl první z projektů evropské kosmické agentury zaměřených na výzkum Země. S projektem družice přišel v roce 1998 Duncan Wingham, profesor University College v Londýně. Mise měla za úkol průzkum a výzkum kryosféry, zmrzlé vody ve formě sněhu, ledovců, plovoucích ker či trvale zmrzlé půdy. Družice však byla zničena během startu v říjnu 2005. Náhradou za ni byla postavena nová družice CryoSat-2, vynesená v dubnu 2010.

## Popis
Družice CryoSat o hmotnosti 650 kg měla pracovat ve výšce 720 km od zemského povrchu. Při rozměrech 4,6 m na délku a 2,34 m na šířku měla být pro měření vybavena novým nástrojem SIRAL (Synthetic Aperture Interferometric Radar Altimeter). SIRAL je novou generací radarových altimetrů, který dokáže měřit i plovoucí led v oceánech. Ostatní zařízení na palubě CryoSatu měly sloužit především k přesnému určení polohy družice na oběžné dráze a k udržení stability družice. Tato zařízení byla konstruována pro zmapování světových zásob ledu s přesností 1 – 3 cm ve vertikálním a 300 metrů ve směru horizontálním.

## Zničení družice
Dne 8. října 2005 došlo k zničení družice při selhání nosné rakety Rokot. Chyba řídicího software rakety zapříčinila, že se od rakety neoddělil druhý stupeň, který se pak s třetím stupněm a družicí zřítil do Severního ledového oceánu severně od Grónska. Pro ruský nosič se ESA rozhodla z důvodu, že nosič odpovídající nosnosti ve svém portfoliu nemá.

## CryoSat-2
V únoru 2006 Evropská kosmická agentura oznámila, že se rozhodla vytvořit nový exemplář ztraceného satelitu . Nová družice CryoSat-2 vzlétla s ročním zpožděním 8. dubna 2010.